# Dietwil
Dietwil es una comuna suiza del cantón de Argovia, situada en el distrito de Muri. Limita al noroeste con la comuna de Oberrüti, al este con Hünenberg (ZG) y Risch-Rotkreuz (ZG), al sur con Honau (LU) e Inwil (LU), y al oeste con Sins.

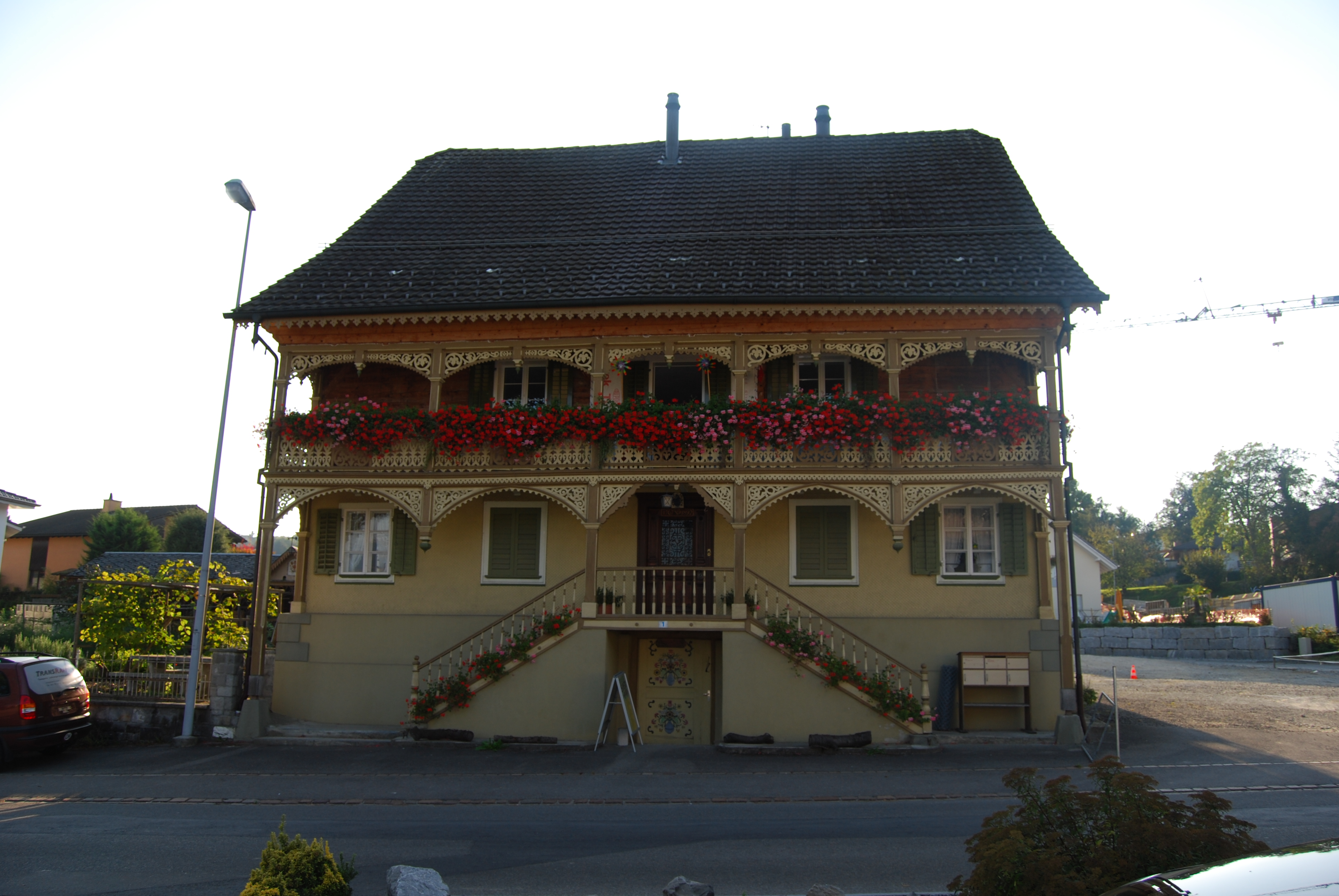
Dietwil.